# Comício (Roma)
O comício (em latim: Comitium; em italiano:  Comizio) era o centro nervoso do vale ocupado pelo fórum da cidade de Roma, durante seu período republicano. Tinha uma grande importância religiosa e profética. Era o local onde se concentrava toda a atividade política e judicial do Reino de Roma, inicialmente, e depois da República. O termo em si significa "local de reunião", em latim (com-eo). Historicamente, era o ponto de encontro da assembleia curiata (comitia curiata), o grupo composto pelos homens adultos de Roma, que se reuniam e formavam uma assembleia onde as diferentes divisões eleitorais republicanas votavam. O local de reunião do senado, a Cúria, foi associada ao comício tanto por Lívio quanto por Cícero.
Comício era o termo utilizado para o espaço normalmente designado em todas as cidades romanas para as contiones, onde se reuniam as pessoas para eleições, conselhos e tribunais. Assim como o fórum, que costumava ser o local onde se localizavam os templos e os edifícios comerciais e judiciais da cidade, o Comício era designado como o centro político das cidades; os romanos apresentavam uma tendência a organizar suas necessidades em locais específicos dentro da cidade. À medida que Roma cresceu, os poderes da curiata foram transferidos para a assembleia das centúrias (comitia centuriata), que se reunia fora dos muros da cidade. O Comício continuou a ter importância para as eleições formais de alguns magistrados; no entanto, à medida que a importância destes magistrados diminuiu, o Comício também perdeu importância.

## Planimetria
| Planimetria do Comício (antes de César) |
| --- |
| Cúria Júlia Templo da Concórdia Altar de Saturno Umbilicus Urbis Senáculo Rostra Antiga Lápis Níger Basílica Pórcia Basílica Opímia Cúria Hostília Cárcere Grecóstase Coluna Mênia Área Volcanal |
| Em pontilhado, o traçado do Comício arcaico. Em cinza, a silhueta da Cúria Júlia, como indicativo de posição.                                                                                    |